# 신식당
신식당은 담양군, 전라남도에 있는 유서 깊은 한국 음식점이다. 1932년에 설립되어 한국에서 가장 오래된 현존하는 음식점 중 하나이다. 이 음식점은 가장 오래된 현존하는 떡갈비 음식점이며, 일부에서는 이 음식점이 1970년대 초반에 이 요리 용어를 만들었다고 주장하지만, 블루리본 서베이의 한 작가는 그 이론에 대해 의구심을 표했다. 이 음식점은 현재 같은 가족의 4대째에 의해 운영되고 있다.
이 음식점의 창시자는 1909년에 떡갈비를 만들기 시작한 남광주이다. 그녀는 16세에 결혼했고, 거의 직후부터 요리 실력으로 그 지역에서 명성을 얻었다. 19세에는 지역 마을 축제를 위한 음식을 준비해달라는 요청을 받았다. 1932년에는 다른 사람들의 제안으로 음식점을 시작했다. 남광주의 며느리 신금례가 그 후 음식점을 물려받아 자신의 성을 따서 신식당으로 이름을 변경했다.